# Stimmloser uvularer Frikativ
Der stimmlose uvulare Frikativ (ein stimmloser, am Gaumenzäpfchen gebildeter Reibelaut) hat in verschiedenen Sprachen folgende lautliche und orthographische Realisierungen:
- Arabisch [⁠χ⁠]: ﺥ (chāʾ)
- Deutsch [⁠χ⁠]: ch nach den Lauten a, o, u (außer im Diminutiv-Suffix -chen). (Man beachte, dass der Buchstabe u in der Schreibung der Diphthonge eu oder äu für einen anderen Laut steht). Allophon des stimmlosen palatalen Frikativs und des stimmlosen velaren Frikativs.
- Hebräisch [⁠χ⁠]: ח (ẖ)
- Kurdisch [⁠χ⁠]: X (Xe)
- Georgisch [⁠χ⁠]: ხ (Chan)